# Попудогло, Фёдор Феодосьевич
Фёдор Феодосьевич Попудогло (1846—1883) — русский литератор. А. П. Чехов посвятил ему свою повесть «Живой товар».

## Биография
Из купеческой семьи. Беллетрист, драматург и журналист, публиковался в журналах и газетах Москвы и Санкт-Петербурга. В конце 1870-х — первой половине 1880-х годов московский корреспондент петербургской газеты «Голос» и журналов «Всемирная иллюстрация», «Иллюстрированный мир»: отчеты о театральных событиях, выставках русских передвижников Всероссийской художественно-промышленной выставке, печатался в «Будильнике», альманахе «Скоморох». Иногда выступал под псевдонимом Ф. П.. Автор произведений «Вукол Вахрушин» («Будильник», 1879), «Бедовый ребус», «Фантастические сцены, как будто из провинциальной жизни», в 2-х картинах, (там же, 1880, № 13 и 14), рассказа «По своей вине», (там же, 1882 г., № 15 и 16) и прочих. Был другом Чехова.
Скончался в Москве. Некролог написан Д. Д. Языковым.

## Чехов о смерти Попудогло
В одном из своих писем А. П. Чехов сообщает о Попудогло и его смерти следующее: что тот был не талант, хотя в «Будильнике» и помещают его портрет, что Чехов «как тать ночной» хаживал к нему в Кудрино, что лечился у многих врачей, включая самого Чехова и тот только один угадал недуг, что умер от воспаления твёрдой оболочки мозга (на почве алкоголизма), что был литературным старожилом.